# Annals of Allergy, Asthma, & Immunology
Annals of Allergy, Asthma, & Immunology is een internationaal, aan collegiale toetsing onderworpen wetenschappelijk tijdschrift op het gebied van de allergieën en immunologie. De naam wordt in literatuurverwijzingen meestal afgekort tot Ann. Allergy. Asthma. Immunol. Het wordt uitgegeven door het American College of Allergy, Asthma & Immunology en verschijnt maandelijks.